# František Zelenka
František Zelenka, né le 8 juillet 1904 à Kutná Hora et mort soit le 19 octobre 1944 pendant le transport de Theresienstadt vers le camp de concentration d'Auschwitz, soit à Gliwice dans le mois qui a suivi, est un architecte tchèque, aussi graphiste, scénographe et créateur de costumes.